# Åsum
Åsum is een plaats in de Deense regio Zuid-Denemarken, gemeente Odense. De plaats telt 508 inwoners (2020).
- Nationale Bibliotheek van Tsjechië: ge128627
- Nationale Bibliotheek van Israël: 987007535493805171
- Virtual International Authority File: 144560233